# 四宮正貴
四宮 正貴（しのみや まさき、1947年（昭和22年）3月17日 - 2021年（令和3年）4月4日）は、日本の右翼、作家、評論家。「四宮政治文化研究所」主宰。

## 来歴・人物
東京都文京区出身。1969年（昭和44年）二松学舎大学文学部国文学科卒。1969年4月から7年間、二松学舎大学付属図書館で司書として勤務し、国文学科研究室助手を兼務。1972年（昭和47年）5月、鈴木邦男や阿部勉、犬塚博英らと新右翼団体「一水会」を創設。1976年（昭和51年）から新聞記者・フリーライターに転身し、1982年（昭和57年）に「四宮政治文化研究所」を設立、1984年（昭和59年）から月刊誌『政治文化情報』を刊行。2010年（平成22年）3月から季刊『伝統と革新』をたちばな出版で発行。
朝まで生テレビ（2004年6月25日放送分「徹底討論! 皇室とニッポン!」）で、討論中に田原総一朗から「聖徳太子知らない?」と質問されたことに逆上し、「当たり前でしょ、そんなこと!!!」「そんな無礼な質問があるか!!」「聖徳太子を知らないのかとは何ということだ!」「じゃあイエス・キリストを知っているかと聞かれたらどうするんだ!」などと語気を強めて反論したが、田原からは「そういうこと言うから、あなた人格破綻だと言われるんだよ」と言われ、「人格破綻は君だよ!」と反発した。この放送の翌日以降、四宮のウェブサイトには1万を超えるアクセスがあり、四宮によれば「多くの方々から御激励、御賛同、御批判、御忠告などを頂いた」という。
万葉集の研究をライフワークとし、自身でも短歌を詠む。
天皇を君主と仰ぐ祭祀国家、国体を守ってゆくのが真の保守であり、真正保守であるという考えで、戦後レジームを変えていくことこそが「革新」だと主張した。
2021年（令和3年）4月4日、脳溢血のため東京都内の自宅マンションにて死去した。74歳没。四宮政治文化研究所のブログ更新は死去前日の同年4月3日の記事が最後になっている。
責任編集の季刊『伝統と革新』は、2021年5月発行の第38号で終刊となった。

## 著書
- 天皇国日本論（展転社、1986年、ISBN 4886560202）
- 日本的文藝論（国書刊行会、1987年、ISBN 4336020337）
- 創価学会を撃つ!!（展転社、1988年、ISBN 4886560431）
- 天皇・祭祀・維新（全貌社、1990年、ISBN 4793801269）
- 平成維新試論（エスエル出版会、1992年、ISBN 4846300021）
- 偉大なる池田大作先生を讃えるの書（エスエル出版会、1993年、ISBN 4846300072）
- 歴史と詩歌の旅を行く（展転社、1995年、ISBN 4886561144）
- 初心者にもわかる百人一首（メディアックス、2013年、ISBN 4862014542）※分担執筆

## テレビ出演
朝まで生テレビ!（テレビ朝日）
- 1990年2月23日 - 激論！日本の右翼と言論の自由と暴力！！[9]
- 2002年11月29日 - 激論！ これでいいのか日本！ 〜歴史認識・北朝鮮・安全保障〜 [10]（12年ぶり2度目の出演[11]）
- 2004年6月25日 - 徹底討論！ 皇室とニッポン！[12][5]